# لانس تومسون
لانس تومسون (بالإنجليزية: Lance Thompson)‏ هو لاعب دوري الرغبي أسترالي، ولد في 16 فبراير 1978 في سيدني في أستراليا، وتوفي في 23 أغسطس 2018 في Cronulla, New South Wales ‏ في أستراليا.